# John Fowler (Politiker)
John Fowler (* 27. April 1756 im Chesterfield County, Colony of Virginia; † 22. August 1840 in Lexington, Kentucky) war ein US-amerikanischer Politiker. Zwischen 1797 und 1807 vertrat er den Bundesstaat Kentucky im US-Repräsentantenhaus.

## Werdegang
John Fowler besuchte die öffentlichen Schulen seiner Heimat. Danach war er während des Unabhängigkeitskrieges Hauptmann in der Miliz von Virginia. Nach dem Krieg begann er eine politische Laufbahn. 1787 war er Mitglied einer in Danville stattfindenden Versammlung, auf der bereits über die Gründung des neuen Staates Kentucky beraten wurde. Im selben Jahr gehörte Fowler dem Abgeordnetenhaus von Virginia an. Er saß auch in jener Kommission, die für den Staat Virginia die Verfassung der Vereinigten Staaten ratifizierte. Danach zog Fowler nach Lexington, das heute im 1792 gegründeten Staat Kentucky liegt.
Fowler wurde Mitglied der von Thomas Jefferson gegründeten Demokratisch-Republikanischen Partei. Bei den Kongresswahlen des Jahres 1796 wurde er im zweiten Wahlbezirk von Kentucky in das damals noch in Philadelphia tagende US-Repräsentantenhaus gewählt, wo er am 4. März 1797 die Nachfolge von Christopher Greenup antrat. Diesen Distrikt vertrat er bis zum 3. März 1803. Bei den Wahlen des Jahres 1802 wurde Fowler im damals neugeschaffenen fünften Bezirk erneut in den Kongress gewählt. Diesen vertrat er bis zum 3. März 1807. Während seiner zehn Jahre im Kongress erlebte er den Umzug der Regierung nach Washington, D.C. Im Jahr 1803 wurde durch den von Präsident Jefferson getätigten Louisiana Purchase das Staatsgebiet der Vereinigten Staaten beträchtlich erweitert. 1804 wurde der zwölfte Verfassungszusatz ratifiziert.
Nach dem Ende seiner Zeit im US-Repräsentantenhaus zog sich Fowler aus der Politik zurück. Zwischen 1814 und 1822 war er Posthalter in Lexington. Außerdem betrieb er dort ein Erholungsheim namens „Fowler’s Gardens“. John Fowler starb am 22. August 1840 in Lexington.